# Валтер Фрис
Валтер Фрис (на немски: Walter Fries) е германски офицер служи по време на Първата и Втората световна война.

## Живот и кариера
Валтер Фрис е роден на 22 април 1894 г. в Гющернхайм, Германска империя.
Присъединява се към армията през 1914 г. като унтерофицер, а през следващата година е произведен в лейтанант. След края на Първата световна война, през 1919 г., се присъединява към полицията.
През 1936 г. се записва отново в армията със звание оберстлейтенант. В началото на Втората световна война командва батальон от 15-и моторизиран пехотен полк. По-късно поема командването на 87-и моторизиран пехотен полк, на 1 юни 1943 г. на 29-а моторизирана пехотна дивизия, а на 21 септември 1944 г. получава командването на 46-и танков корпус. На 19 януари 1945 г. е изпратен в резерва.
През март 1945 г. Адолф Хитлер иска смъртна присъда за Фрис за изоставянето на Варшавската крепост, но съдът не изпълнява искането му и не постановява присъдата.
Пленен е на 8 май 1945 г. и е освободен две години по-късно.
Умира на 6 август 1982 г. във Вайлбург, Германия.

## Дати на произвеждане в звание
- Оберст – 1 март 1942 г.
- Генерал-майор – 1 юни 1943 г.
- Генерал-лейтенант – 1 януари 1944 г.
- Генерал от танковите войски – 1 декември 1944 г.

## Награди
- Железен кръст – II и I степен
- Пехотна щурмова значка
- Значка за раняване – черна
- Германски кръст, златен – 9 октомври 1942 г.[1]
- Рицарски кръст – 14 декември 1941 г.,[1] като полковник и командир на 87-и моторизиран пехотен полк[2]
- Рицарски кръст с дъбови листа, 378-и награден – 29 януари 1944 г.,[1] като генерал-лейтенант и командир на 29-а пехотна дивизия[3]
- Рицарски кръст с дъбови листа и мечове, 87-и награден – 11 август 1944 г.,[1] като генерал-лейтенант и командир на 29-а пехотна дивизия[4]
- Споменат два пъти във Вермахтберихт